# Kloster Lehnin
Kloster Lehnin est une commune d'Allemagne située dans le Brandebourg (arrondissement de Potsdam-Mittelmark).

## Géographie
Kloster Lehnin est à l'ouest de l'État du Brandebourg, à 20km au sud-est de Brandebourg-sur-la-Havel et à 30km au sud-ouest de Potsdam et donc à une soixantaine de kilomètres de Berlin.
La municipalité regroupe 14 localités et villages, plus deux communautés et divers hameaux dont
- Damsdorf, église de 1777
- Emstal (avant 1937:Schwina)
- Göhlsdorf
- Grebs, église néogothique XIXe siècle, et musée du village Caserne de pompiers à Krahne
- Krahne (avec Rotscherlinde)

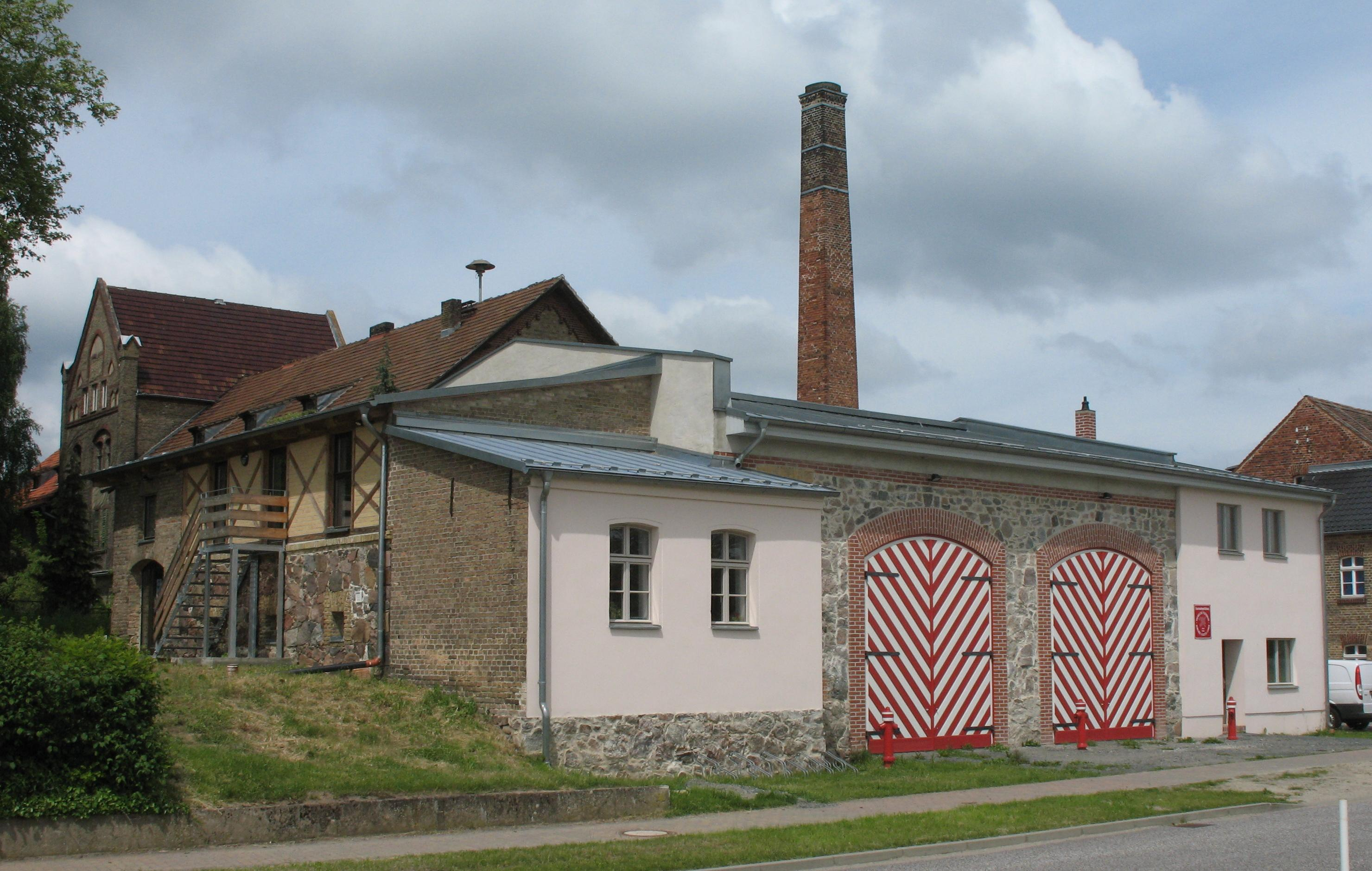
Caserne de pompiers à Krahne

- Lehnin, avec son ancienne abbaye romano-gothique (d'où le nom de Kloster Lehnin)[1]
- Michelsdorf, église romane, réaménagée au XVIIIe siècle
- Nahmitz, église de 1744
- Netzen, église gothique
- Prützke, église de 1747
- Rädel, église baroque
- Reckahn (avec Messdunck), église du XVIIIe siècle. Village connu pour son manoir de Reckahn abritant le musée Rochow, et l'école-musée de Reckahn.
- Rietz, église du XIXe, réserve naturelle d'oiseaux du lac de Rietzer See de 1 134 hectares.
- Trechwitz (avec Trechwitz Siedlung), église de 1750

## Histoire
Kloster Lehnin remonte à 1180, lorsque le margrave Othon Ier fait venir les cisterciens qui fondent l'abbaye de Lehnin. En fait il n'y avait que quelques maisonnettes autour de l'abbaye et il faut attendre 1415 pour que le village obtienne ses privilèges de marché. Il y avait 104 foyers en 1750, 152 en 1800. Le village perd pourtant son droit de marché entre 1733 et 1855. Les murs de l'abbaye abritent à partir de 1911 la Fondation Louise-Henriette, communauté luthérienne pour femmes.
L'armée soviétique fait son entrée à Lehnin le 23 avril 1945, pendant la bataille de Berlin.

## Architecture
- Abbaye de Lehnin, ancienne abbaye cistercienne jusqu'au XVIe siècle, appartenant aux diaconesses de l'Église évangélique luthérienne.

## Personnalités
- Hans Heinrich von Katte (1681-1741), maréchal mort à Reckahn.
- Friedrich Wilhelm von Rochow (1689-1759), général né à Reckahn.
- Gustav von Rochow (1792-1847), homme politique mort au manoir de Reckahn
- Friedrich Wilhelm Kritzinger (1816-1890), théologien et éducateur né à Lehnin.
- Friedrich Wilhelm von Loebell (1855-1931), ministre né à Lehnin.
- Karl Weber (1885-1945), homme politique né à Lehnin.
- Gerhard Grüneberg (1921-1981), homme politique né à Lehnin.
- Beate Schmidt (en) (1966-), tueur en série né à Lehnin.

## Jumelages
| Ville | Ville    | Pays | Pays     |
| ----- | -------- | ---- | -------- |
|       | Tervuren |      | Belgique |